# Faisons un rêve (film)
Pour l’article homonyme, voir Faisons un rêve (théâtre).
Pour plus de détails, voir Fiche technique et Distribution.
Faisons un rêve est un film français réalisé par Sacha Guitry, sorti en 1936.

## Synopsis
Lui est un séducteur, par ailleurs avocat dilettante, qui organise un stratagème pour faire venir chez lui Elle, une femme mariée qu'il désire. Alors que la rencontre ne devait durer qu'un moment, la femme devant rentrer chez elle avant le retour de son mari, les amoureux s'endorment et ne se réveillent qu'au matin.
Elle est catastrophée en imaginant la réaction de son mari constatant son absence, tandis que Lui tente de la consoler et lui propose même de l'épouser.
Survient alors le mari. Tandis qu'Elle se cache dans la salle de bains, Lui le reçoit en s'attendant à affronter sa colère de mari trompé. Mais il n'en est rien. Le mari n'est pas informé que sa femme a découché car il n'est pas non plus rentré chez lui. Le but de sa visite est de solliciter de l'avocat un alibi pour justifier sa nuit dehors. Lui imagine alors envoyer le mari en province pour deux jours.

## Fiche technique
- Titre original : Faisons un rêve
- Réalisation : Sacha Guitry
- Scénario : Sacha Guitry, d'après sa pièce Faisons un rêve (1916)
- Musique : Orchestre tzigane de Jacques Zarou
- Décors : Robert Gys
- Photographie : Georges Benoît
- Son : Joseph de Bretagne
- Montage : Myriam
- Direction de production : Serge Sandberg
- Société de production : Cinéas
- Pays d'origine :  France
- Langue originale : français
- Genre : comédie de mœurs
- Format : noir et blanc - 35 mm - son mono - 1,37:1
- Durée : 77 minutes
- Date de sortie :
  - France : 31 décembre 1936

## Distribution
- Sacha Guitry : Lui (l'avocat)
- Jacqueline Delubac : Elle
- Raimu : le mari
- Andrée Guise : une servante
- Robert Seller : un maître d'hôtel
- Louis Kerly : le valet de chambre
- Et, apparaissant au prologue : Arletty, Pierre Bertin, Victor Boucher, Claude Dauphin, Rosine Deréan, Yvette Guilbert, André Lefaur, Marcel Lévesque, Marguerite Moreno, Michel Simon, Gabriel Signoret, Jean Coquelin, Louis Baron Fils

## Critique
« Subitement converti au cinéma, Sacha Guitry a tourné quatre films en 1936. Il s'amuse dans celui-ci comme un petit fou à promener sa caméra à côté des comédiens, comme si elle était un animal domestique, à se jouer de l'espace et du temps et à expérimenter une méthode susceptible de servir ses éblouissants numéros de séduction. Tiré d'une pièce écrite vingt ans plus tôt, dont il a supprimé le dernier acte et à laquelle il a ajouté un Prologue où défilent les grands acteurs de l'époque, le film lui permet de faire une déclaration d'amour enflammée à Jacqueline Delubac qu'il vient d'épouser dans la vie réelle. La jubilation avec laquelle il tisse ses stratégies de conquête et déverse son lyrisme verbal, notamment pendant la scène de conversation au téléphone, est si communicative que l'on pardonne ce qui peut irriter : l'auto-satisfaction du dialoguiste qui fait des poses et se délecte de la virtuosité de ses monologues précieux. »

— Jean-Luc Douin, Télérama